# Міжсідничний секс
Міжсідничний секс (англ. Gluteal Sex), або сідничо-щокий секс (англ. Butt Cheek Sex) — це сексуальна практика, у якій особа стимулює свій пеніс, вставляючи його між сідницями (у так званій міжсідничній щілині), фактично не проникаючи в анус.
Пігофілія (англ. Pygophilia) — це психологічний термін для сексуального збудження, яке залежить від фокусування на сідницях, або це фетиш/кінк на сідниці людини. Дивіться також: Історія культури сідниць.

## Походження
Протягом перших двох десятиліть 21 століття великий сідничний м'яз став культурним явищем та предметом обговорення в плані краси, мода та сексуальності, у деяких людей сідничний м'яз більший, ніж в інших. Популярність таких явищ, як «великі сідниці» (англ. big booty), «пухирчасті сідниці» (англ. bubble butts) та «тверкінг», увійшла у моду завдяки облягаючому одягу знаменитостей, зокрема Дженніфер Лопес, Бейонсе та Кім Кардаш'ян. Одержимість «великими сідницями» призвела до популяризації практики хірургічних або тренажерних способів збільшення сідниць, наприклад, завдяки імплантації сідниць; також ця одержимість спричинила процес, відомий як «Бразильська підтяжка сідниць» (англ. Brazilian Butt Lift), який ставить на меті збільшити сідниці на 1-2 розміри за допомогою жирових ін'єкцій (приблизна ціна: 10 тис. доларів).

## Причини
Анальний секс також став більш масовим, оскільки більше гетеросексуальних пар пробують цей колись табуйований статевий акт, так само як і загравання з простатою — зросло в популярності серед гетеросексуальних осіб. «Міжсідничний секс» підходить для пар, які не бажають відчувати або вчиняти фактичного анального проникнення, проте бажають насолодитися ласками сідниць або завдяки самим сідницям. Ця практика має багато назв, наприклад: «міжсідничний секс» (англ. intergluteal sex), «сідничний секс» (англ. gluteal sex), а також «робота дупою» (англ. ass job), «робота сідницями» (англ. butt job), «сідничо-щокий секс» (англ. butt cheek sex) і «хот-дог» (англ. hot dog).
«Міжсідничний секс» можна здійснювати кількома способами. Один з них – це коли чоловік ковзає пенісом між сідницями партнера(-ки), як зазначено вище. Інший спосіб — коли особа сидить на колінах свого партнера, та притискає його сідниці до свого пеніса. Зазвичай це вважається формою безпечного сексу, оскільки не відбувається проникнення. Щоб зробити цю практику більш приємною та зручною, можуть використовуватися особисті лубриканти — наприклад, на водній основі, або на силіконовій.
Якщо людина має труднощі з проникненням (вагінальним, анальним, оральним), наприклад через медичні проблеми, такі як вагінізм чи диспареунія; альтернативою може стати «міжсідничний секс».

## Ризики
Однак, якщо обидва партнери перебувають у повністю оголеному стані, це збільшує шанс того, що сперма потрапить на вульву, що може спричинити вагітність. Крім того, у такому разі також є шанс передачі ІПСШ, а також герпесу, ВПЛ і лобкових вошей.